# 311
| Calendário gregoriano                                                        | 311 CCCXI                       |
| Ab urbe condita                                                              | 1064                            |
| Calendário arménio                                                           | -241 – -240                     |
| Calendário bahá'í                                                            | -1533 – -1532                   |
| Calendário budista                                                           | 855                             |
| Calendário chinês                                                            | 3007 – 3008                     |
| Calendário copta                                                             | 27 – 28                         |
| Calendário etíope                                                            | 303 – 304                       |
| Calendários hindus - Vikram Samvat - Calendário nacional indiano - Cáli Iuga | 366 – 367 232 – 233 3411 – 3412 |
| Calendário Holoceno                                                          | 10311                           |
| Calendário islâmico                                                          | 321 BH – 320 BH                 |
| Calendário judaico                                                           | 4071 – 4072                     |
| Calendário persa                                                             | 311 BP – 310 BP                 |
| Calendário rúnico                                                            | 561                             |
| Calendário solar tailandês                                                   | 854                             |

311 (CCCXI na numeração romana) foi um ano comum do século IV do Calendário Juliano, da Era de Cristo, a sua letra dominical foi G (52 semanas), teve início numa segunda-feira e terminou também numa segunda-feira
| Ano completo                         |
| ------------------------------------ |
| Ano comum com início à segunda-feira |

## Acontecimentos
- 15 de Junho - Licínio proclama o seu próprio Édito de Tolerância, acabando com a perseguição aos cristãos na sua parte do Império Romano.
- 2 de Julho - É eleito o Papa Melquíades, o 32º papa, que sucedeu ao Papa Eusébio.
- Magêncio reconquista as províncias africanas de Domício Alexandre.
- Luoyang, a capital da Dinastia Jin (265-420), na China, é devastada por hordas de bárbaros Xiongnu. Jin Huai Di, imperador da China, é capturado.

## Mortes
- Maio - Galério, Imperador Romano.
- 25 de Novembro - Pedro, Patriarca de Alexandria (martirizado).
- 3 de Dezembro - Diocleciano, Imperador Romano.